# 天王寺村銭座
高津新地銭座（たかつしんち ぜにざ）は、江戸時代の日本の、摂津国東成郡天王寺村等、幕藩体制下の御料摂州天王寺村等（1925年〈大正14年〉時の大阪府東成郡天王寺村等、現在の大阪府大阪市中央区日本橋二丁目等）で営まれていた、銭座（江戸幕府から銅貨の鋳造・発行を任された機関）である。高津銭座、天王寺村銭座（てんのうじむら ぜにざ）、天王寺村鋳銭所（てんのうじむらじゅせんじょ、てんのうじむらちゅうせんじょ）などともいう。
跡地は、黒門市場に最寄りの、黒門公園内の東端に、天王寺村鋳銭所跡の名で所在する。

## 歴史

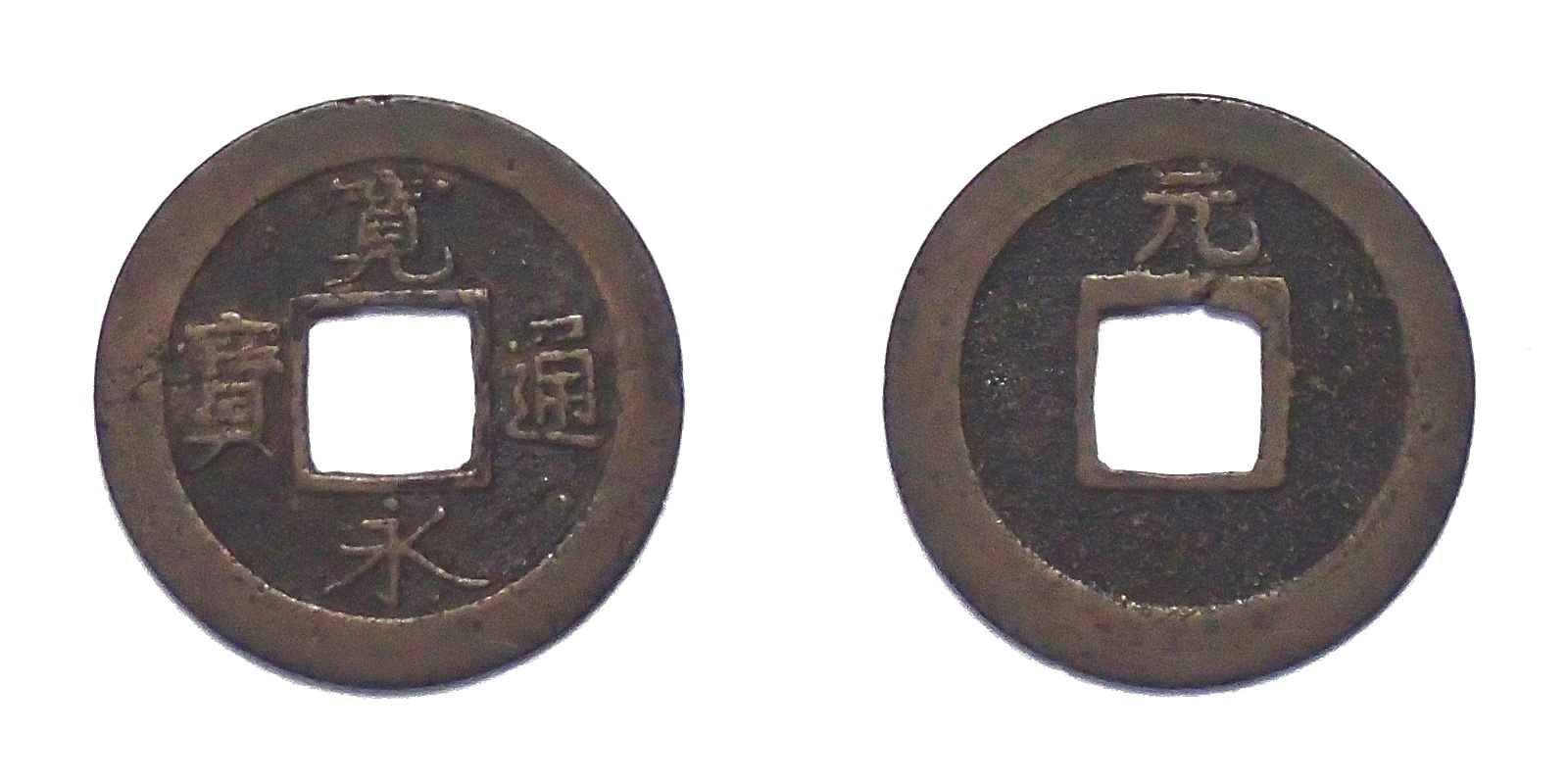
高津で鋳造された寛永通宝元字銭。

江戸時代前期の元文5年（1740年）、大坂の銀座年寄（銀鋳造所の幹部）であった商人の徳倉長右衛門（とくくら ちょうえもん）と平野六郎兵衛（ひらの ろくろべえ）が、江戸幕府の許可を得て、高津入堀川の堀止に近いこの地に設置し、明くる元文6年（1741年）から操業を始めた。敷地は3町6反3畝（約10,890坪、約36,000平方メートル）もあり、周囲は塀と堀で厳重に囲われていた。多い時には年間20万貫（約2億枚）の元字銭（げんのじせん）を造ったという。元字銭というのは、もっぱらこの銭座で造られる寛永通宝一文銭のことで、元字寛永ともいう。しかし、銭座支配人の不正などがあったため、営業がうまく行かなくなり、わずか5年後の延享2年（1745年）に操業は停止された。
数年放置された後、難波入堀川と難波御蔵（西成郡難波村にあった御蔵〈江戸幕府の米蔵。御米蔵）〉）の先例に倣って、道頓堀から難波入堀川を通じて運ばれてくる米を蓄えておくための天王寺御蔵（てんのうじおくら）が、宝暦2年（1752年）に設けられた。またの名を高津新地御蔵（こうづしんちおくら）という。ところが当地域は多湿で米の痛みが早かった。そのため、天王寺御蔵は寛政3年（1791年）に廃止され、代わって難波御蔵に新御蔵が増築された。跡地は民間地となり、町屋が立ち並ぶようになった。
石碑は2004年（平成16年）3月に大阪市が建立した。